# Stephania brachyandra
Stephania brachyandra är en tvåhjärtbladig växtart som beskrevs av Friedrich Ludwig Diels. Stephania brachyandra ingår i släktet Stephania och familjen Menispermaceae. Inga underarter finns listade i Catalogue of Life.